# Duccio Chiarini
Duccio Chiarini, né à Florence, est un réalisateur italien.

## Biographie
Duccio Chiarini est né et a grandi à Florence.
Après des études dans sa ville natale où il obtient un diplôme en droit à l'Université de Florence, il rejoint la London Film School où avec Babak Jalali il fonde la maison de production « La Règle du Jeu » qui lui permet de produire des courts métrages dont Fine stagione, écrit avec Hanif Kureishi ; Alone Together, sélectionné à Clermont-Ferrand et  Lo zio, interprété par Marco Messeri.
En 2011, il réalise le documentaire Hit the road, nonna présenté à « Venice Days ». Celui-ci a obtenu entre autres le Prix du public au 52e Festival dei popoli et une mention aux Nastri d'argento 2013.
Short Skin est son premier long métrage. Présenté au Festival du film de Venise 2014 dans la catégorie « Biennale College » ainsi qu'en février 2015, au Festival du film de Berlin dans la catégorie Generation.

## Filmographie partielle
- 2005 : Alone Together (court métrage)
- 2008 : Lo zio (court métrage)
- 2011 : Hit the Road, Granny (court métrage)
- 2014 : L'Éveil d'Edoardo (Short Skin - I dolori del giovane Edo)
- 2015 : Settembre (documentaire)
- 2018 : L'ospite

## Crédits
- (it) Cet article est partiellement ou en totalité issu de l’article de Wikipédia en italien intitulé « Duccio Chiarini » (voir la liste des auteurs).